# Referendum o neovisnosti Katalonije 2017.
Referendum o neovisnosti Katalonije 2017. godine održao se 1. listopada 2017. Birači su odgovarali na pitanje: "Želite li da Katalonija postane neovisna država u formi republike?" 
Vlada Kraljevine Španjolske i španjolsko pravosuđe su zabranili referendum i intervencijom policijskih snaga koje je poslala središnja državna vlast onemogućili glasovanje na velikom broju glasališta. U Kataloniji je bilo protesta i nereda, ali nije bilo osobito teških incidenata. Europska unija i šira međunarodna zajednica su pozvali na red i poštovanje demokratskih procedura, u principu podržavši centralnu vlast u Madridu.
U uvjetima kada su policijske vlasti silom sprječavale održavanje referenduma, 42,3% (2,2 milijuna) od ukupnog broja birača je izašlo na glasališta; od tih birača, 91,9% je glasovalo za neovisnost Katalonije.
Nakon što su španjolski sudovi u rujnu 2019. godine izrekli zbog provođenja referenduma ozbiljne zatvorske kazne - od 9 do 13 godina zatvora - za 9 članova katalonskog političkog vodstva, nastali su u Kataloniji veliki neredi. U sukobima pristalica katalonske državnosti i policije bilježi se veliki broj ozlijeđenih, među policijom i među demonstrantima. Žestoki neredi trajali su tjednima.

## Vanjske poveznice
- LA VANGUARDIA, stranice O Referendumu o neovisnosti Katalonije 2017.